# Sidi Bouzid, Marocko
Sidi Bouzid (arabiska: سيدي بوزيد) är en ort i Marocko, som i folkräkningen räknas som stad i landskommunen Moulay Abdellah. Den ligger i provinsen El Jadida och regionen Casablanca-Settat, 180 km sydväst om huvudstaden Rabat. Antalet invånare var 6 174 vid folkräkningen 2014.